# Summi pontificatus
Summi Pontificatus je papeška okrožnica (enciklika), ki jo je napisal papež Pij XII. leta 1939.
V okrožnici je papež obsodil vsebolj razširjenega gostitelja sovražnikov Kristusa, zaradi česar je bila okrožnica prepovedana v Tretjem rajhu.